# Klues
Klues (dän.: Klus) ist ein Stadtbezirk der kreisfreien Stadt Flensburg. Er liegt im äußersten Norden der westlichen Stadthälfte, gehört so zum Stadtteil Nordstadt und grenzt an die Harrisleer Siedlung Wassersleben, von der es durch einen Wald getrennt ist.

## Geschichte
Neben Duburg ist Klues der einzige Teil der Stadt in der Westhälfte der Stadt Flensburg, der nicht zum alten Stadtfeld gehörte und somit erst später eingemeindet wurde, wobei Teile des heutigen Stadtbezirks Klues ehemals Teile des Ramsharder Feldes darstellten, welches schon lange zum Stadtfeld gehörte. Seinen Ursprung hat der Name Klues in einer Einsiedelei mit Kapelle, deren Errichtung 1399 von Papst Bonifatius IX. abgesegnet wurde. Der volkstümliche Name „de Klus“ (Klause) für eine Einsiedelei setzte sich gegenüber dem von der umgebenden Hölzung abgeleiteten „Krogries“ durch (gleicher Namensstamm wie das nördlich benachbarte Krusau); die Hölzung erhielt ihrerseits den Namen Kluesries (Klueser Wald). Die Klause entwickelte sich zu einem Wallfahrtsort, der im 15. Jahrhundert mit dem Rüdekloster in Verbindung gekommen war. Mangels zuverlässiger Quellen lässt sich die Bedeutung von Klues in dieser Zeit jedoch nicht mehr ermitteln.
Im 16. Jahrhundert, in der Reformationszeit, wurde die Kapelle aufgegeben. Die Steine vom Abbruch der Kapelle wurden zur Ausbesserung der Handewitter Kirche verwendet.

### Die Klause zu Ruekloster
Eine offenbar Mitte des 19. Jahrhunderts aufgezeichnete Sage, die seinerzeit von Karl Müllenhoff herausgegeben wurde, berichtet über die Wallfahrtsstätte: 

„Es haben die Mönche zu Ruekloster eine Klause oder Kapelle bauen lassen am Heerwege und es zu St. Annen genannt. Da war groß Wallfahrt, daß wer lahm, krank oder sonst Mangel hatte und ihre Opfer brachten, der ward auf Vorbitte der Mutter Marien und St. Annen gesund. Wenn sein Vieh krank wurde und er nur die Klawen, daran es gebunden war, oder die Halfter von den Pferden dahin brachte, wurde es alsobald gesund. [...] Als die Kapelle zu Klus Anno 15.. ist abgebrochen, hat man etliche hundert Klawen und andere Sachen, auch Krücken gefunden, so die, so krank dahin kamen, da gelassen haben und gesund davon gegangen.“

Klues entwickelte sich im Laufe der Zeit zu einer kleinen Katensiedlung. Eine der Katen wurde ab 1784 zu einem neuen Hof ausgebaut, zu dem auch bald die übrigen Katenstellen angekauft wurden. Bis 1984 blieb er im Besitz der Gründerfamilie Rönnenkamp.
Die Siedlung Klues gehörte zunächst zum Amt Flensburg und zur Wiesharde, auf kommunaler Ebene zum Kirchspiel Bau. Der Übergang des Herzogtums Schleswig an Preußen 1864 brachte auch für Klues einschneidende Veränderungen. Fortan gehörte die Ortschaft zur Gemeinde Niehuus. 1873 entstand am Rande von Klues das Ostseebad.
Ab 1900 entstand auf Ländereien des Klueshofs unmittelbar nördlich der Flensburger Stadtgrenze eine neue Siedlung, die als Kolonie Klues bezeichnet wurde. 1904 erhielt diese eine eigene Schule. 1909 erfolgte die Eingemeindung dieses Ortsteils nach Flensburg, während das alte Klues bei Niehuus verblieb und mit diesem 1938 an die Gemeinde Harrislee fiel. Dort in Harrislee steht heute am neu angelegten Marktplatz die römisch-katholische Kirche St. Anna, deren Namen sich offenbar auf die Vorgängerkapelle bei Klues bezieh.
Ab den 1950er Jahren wuchs Klues auch städtebaulich mit der Flensburger Nordstadt zusammen. Der Bau der Flensburger Westumgehung führte in den 1960er Jahren zur völligen Abtrennung von Alt-Klues. Gleichzeitig entstand nördlich der Siedlung vor dem Wald mit der deutschen Zentrale von Danfoss einer der bis 2009 größten und wichtigsten Produktionsbetriebe in Flensburg.

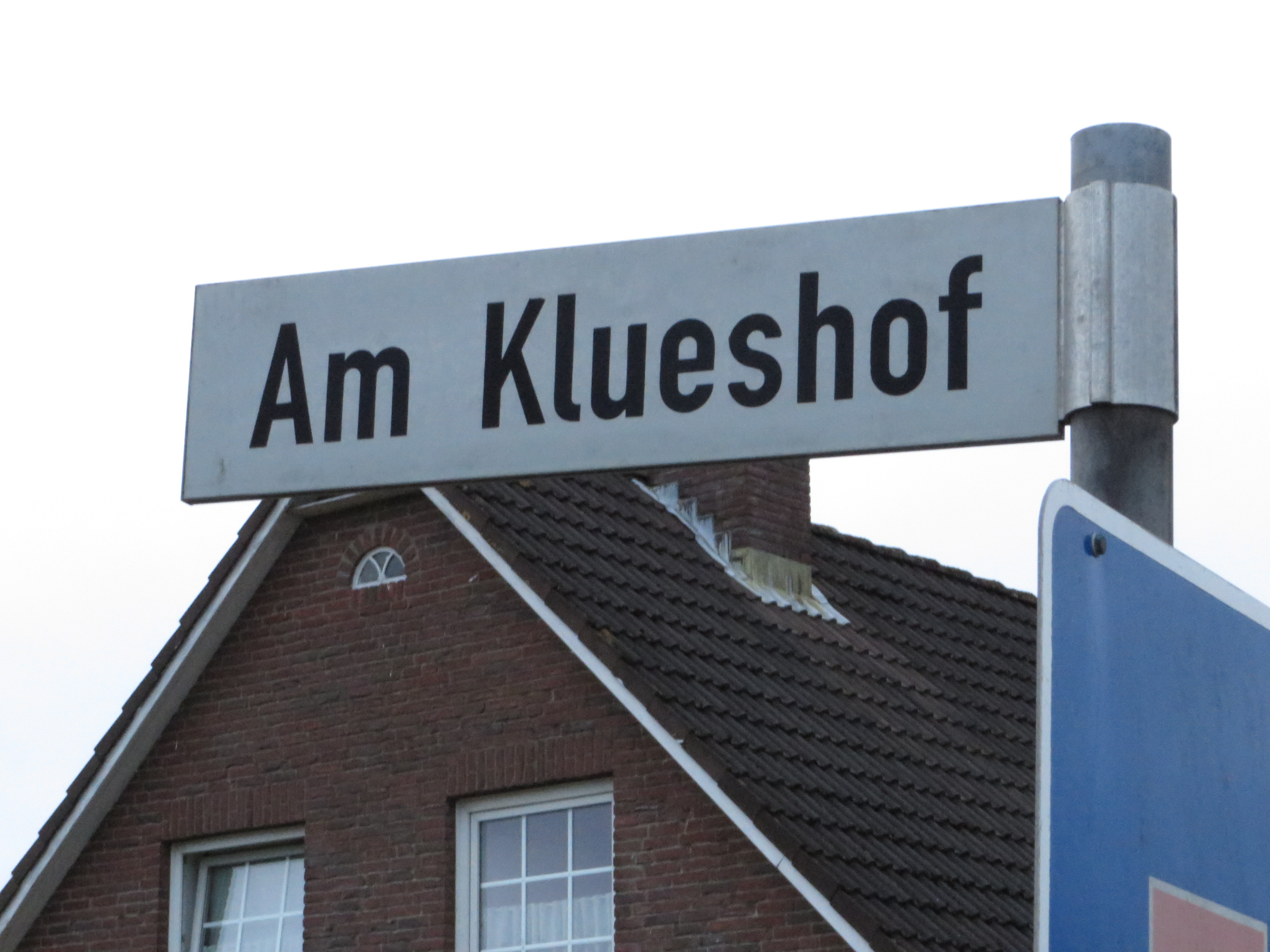
Straßenschild Am Klueshof in Harrislee

Klueshof, das im Grunde ebenfalls zu Klues gehört, liegt heutzutage nahe dem Ortsteil Slukefter, der zum Vorort Harrislee gehört, und ist über diesen Ortsteil Harrislees eng mit Flensburg verwachsen.
Beim Stadtbezirk Klues liegt heute auch die Straße Ramsharde. Die Straße war früher ein Feldweg im Ramsharder Feld. Wohl auf Grund des Namens der besagten Straße wird heute das Gebiet Ramsharde dort verortet. Der TTC Ramsharde aus dem Jahr 1955 ist dort in dem Gebiet ansässig.